# Johnny Rapid
Johnny Rapid, właśc. Hylan Anthony Taylor (ur. 24 sierpnia 1992 w Conyers) – amerykański aktor pornograficzny.

## Życiorys

### Wczesne lata
Urodził się i wychował w Conyers w stanie Georgia, gdzie w 2010 ukończył Rockdale County High School. W szkole średniej był zapaśnikiem. Potem przeprowadził się do Covington i Atlanty.

### Kariera
Rozpoczął pracę w branży dla dorosłych w 2010 i podpisał kontrakt na wyłączność długoterminową z producentem gejowskiej pornografii internetowej. 9 listopada 2011 dla Str8 to Gay wystąpił jako pasyw w scenie z Tylerem Saint Jamesem. Poproszony o wybranie pseudonimu, wybrał imię Johnny, bo - jak twierdził - łatwo zapamiętać, i nazwisko Rapid (Szybki), które związane było z boksem, gdzie wyróżniał się szybkością i reakcją.
Stał się aktorem uniwersalnym. 25 kwietnia 2013 podpisał kontrakt z wytwórnią filmową Men.com, dla której pracował na planie The Flash: A Gay XXX Parody (2016) jako Flash, Fuckémon Go: A Gay XXX Parody (2016) jako Ash, Pop Star: A Gay XXX Parody (2016) czy Pirates: A Gay XXX Parody (2017). Pozował do reklam Andrew Christiana: Budząc się z Johnnym Rapidem (Waking Up with Johnny Rapid, kwiecień 2013) i Studburbia (lipiec 2013).
Był jednym z bohaterów biograficznego filmu dokumentalnego Charliego Davida Jestem gwiazdą porno (I’m a Porn Star, 2013) z Rafaelem Alencarem, Chi Chi LaRue i Brentem Corriganem oraz jednego z odcinków miniserialu dokumentalnego Outspoken (2013) - „Hometown Pornstar”. W listopadzie 2014 zajął trzecie miejsce z Rafaelem Alencarem w rankingu hiszpańskiego portalu 20minutos.es „Gejowskie pary porno” (Parejas del porno gay). 
We wrześniu 2018 firma FleshJack.com przyznała mu tytuł „Człowieka miesiąca” ex aequo z Colby Kellerem.
W listopadzie 2018 wystąpił w spocie promującym kampanię edukacyjno-informacyjną na rzecz profilaktyki raka jądra.

## Życie prywatne
Jest biseksualny. W 2010 ożenił się z Angie Lynn Blankenship, z którą ma jedno dziecko. 
W 2015 w reklamie marketingowej wytwórni filmowej Men.com zaproponował Justinowi Bieberowi dwa miliony dolarów za udział w scenie erotycznej.

## Problemy z prawem
15 grudnia 2014 został aresztowany za duszenie, popychanie i pobicie swojej partnerki po tym, jak rzekomo odmówiła zorganizowania spotkania seksualnego między parą a 14-letnią kobietą 9 października. Jego partnerka zeznała zastępcy biura szeryfa hrabstwa Rockdale, że są swingersami, spotkali młodą kobietę w kręgielni, która przedstawiła się jako 18-latka. Dopiero po kontynuacji rozmowy dziewczyna powiedziała parze, że w rzeczywistości ma 14 lat. Wtedy partnerka Rapida odmówiła zaangażowania się w akt seksualny z nieletnią i wyszła z kręgielni do samochodu. Rapid poszedł za nią, a potem ją dusił i popchnął na ziemię. Oboje wsiedli do samochodu, w którym Rapid nadal ją bił, dopóki nie dotarli do rezydencji. Z więzienia wyszedł po odbyciu jednego dnia kary, wpłacając kaucję w wysokości 2,5 tys. dolarów.

## Nagrody i nominacje
| Rok  | Nagroda                 | Kategoria                                                 | Tytuł filmu                              | Inni wykonawcy                                                       | Rezultat  |
| ---- | ----------------------- | --------------------------------------------------------- | ---------------------------------------- | -------------------------------------------------------------------- | --------- |
| 2013 | Cybersocket Web Awards  | Najlepsza gwiazda porno                                   | –                                        | –                                                                    | Nominacja |
| 2014 | Cybersocket Web Awards  | Najlepsza gwiazda porno                                   | –                                        | –                                                                    | Wygrana   |
| 2014 | Grabby Award            | Wykonawca roku                                            | –                                        | –                                                                    | Nominacja |
| 2014 | Grabby Award            | Wykonawca internetowy roku                                | –                                        | –                                                                    | Nominacja |
| 2014 | Prowler Porn Award      | Najlepsza międzynarodowa gwiazda porno                    | –                                        | –                                                                    | Nominacja |
| 2015 | Prowler Porn Award      | Najlepsza międzynarodowa gwiazda porno                    | –                                        | –                                                                    | Nominacja |
| 2015 | Ninfa                   | Najlepszy aktor w filmach o tematyce gejowskiej           | –                                        | –                                                                    | Nominacja |
| 2015 | Grabby Award            | Najlepszy duet                                            | Stepfather's Secret 1 (2014)             | Dirk Caber                                                           | Nominacja |
| 2015 | Grabby Award            | Najgorętszy pasyw                                         | –                                        | –                                                                    | Nominacja |
| 2015 | Grabby Award            | Najlepsza grupa                                           | Stepfather's Secret 4 (2014)             | Dirk Caber, Scott Harbor i Trevor Spade                              | Nominacja |
| 2015 | Grabby Award            | Ulubiona gwiazda porno fanów Squirt.org                   | –                                        | –                                                                    | Nominacja |
| 2016 | Grabby Award            | Ulubiona gwiazda porno fanów Squirt.org                   | –                                        | –                                                                    | Nominacja |
| 2016 | Cybersocket Web Award   | Najlepsza gwiazda porno                                   | –                                        | –                                                                    | Nominacja |
| 2017 | Prowler Porn Award      | Najlepsza międzynarodowa gwiazda porno                    | –                                        | –                                                                    | Nominacja |
| 2017 | Str8UpGayPorn Award     | Najlepszy 'Gay for Pay Star'                              | –                                        | –                                                                    | Wygrana   |
| 2018 | GayVN Award             | Najlepsza scena seksu chłopięcego                         | Flash: A Gay XXX Parody (2016)           | Gabriel Cross                                                        | Nominacja |
| 2018 | GayVN Award             | Najlepszy homoseksualista o chłopięcym wyglądzie wg fanów | –                                        | –                                                                    | Nominacja |
| 2018 | Pornhub Award           | The Whole Squad - Najlepszy wykonawca grupy gejowskiej    | –                                        | –                                                                    | Wygrana   |
| 2018 | Grabby Award            | Najlepszy aktor                                           | Justice League: A Gay XXX Parody (2017)  | –                                                                    | Nominacja |
| 2018 | Grabby Award            | Najlepsza grupa                                           | Justice League: A Gay XXX Parody (2017)  | Ryan Bones, François Sagat, Brandon Cody i Colby Keller              | Nominacja |
| 2018 | Grabby Award            | Najgorętszy pasyw                                         | –                                        | –                                                                    | Nominacja |
| 2019 | GayVN Award             | Najlepsza scena seksu grupowego                           | Pirates: A Gay XXX Parody (2017)         | Gabriel Cross, Jimmy Durano i Teddy Torres                           | Nominacja |
| 2019 | Nagroda portalu Pornhub | Najpopularniejszy gejowski wykonawca                      | -                                        | -                                                                    | Nominacja |
| 2020 | Raven’s Eden Award      | Najlepszy wykonawca z prezerwatywą                        | -                                        | -                                                                    | Nominacja |
| 2020 | Str8UpGayPorn Award     | Ulubiony pasyw                                            | Cum To Life 2 (2018)                     | -                                                                    | Nominacja |
| 2020 | Str8UpGayPorn Award     | Ulubiona gejowska gwiazda porno                           | -                                        | -                                                                    | Nominacja |
| 2020 | Str8UpGayPorn Award     | Ulubiona grupa                                            | Men Bang 3 (2019)                        | Justin Matthews i Beaux Banks                                        | Wygrana   |
| 2020 | GayVN Award             | Wykonawca roku                                            | -                                        | -                                                                    | Nominacja |
| 2021 | Str8UpGayPorn Award     | Pasyw roku                                                | An Acrobatic Threesome (2020)            | -                                                                    | Nominacja |
| 2021 | Str8UpGayPorn Award     | Pozycja seksualna roku                                    | Make That Money (2020)                   | Dacotah Red i Jax Thirio                                             | Nominacja |
| 2021 | Raven’s Eden Award      | Żywa legenda                                              | -                                        | -                                                                    | Nominacja |
| 2021 | Raven’s Eden Award      | Najlepszy wytrysk                                         | -                                        | -                                                                    | Nominacja |
| 2021 | Raven’s Eden Award      | Najlepsza scena z zabawkami                               | -                                        | -                                                                    | Nominacja |
| 2021 | Raven’s Eden Award      | Król ssący penisa                                         | -                                        | -                                                                    | Nominacja |
| 2021 | Raven’s Eden Award      | Polykacz spermy                                           | -                                        | -                                                                    | Nominacja |
| 2021 | Raven’s Eden Award      | Najlepszy ass to mouth                                    | -                                        | -                                                                    | Nominacja |
| 2021 | GayVN Award             | Najlepszy aktor                                           | A Tale of Two Cock Destroyers (2020)     | -                                                                    | Nominacja |
| 2021 | GayVN Award             | Najlepsza scena seksu grupowego                           | A Tale of Two Cock Destroyers (2020)     | JJ Knight, Ty Mitchell i Joey Mills                                  | Nominacja |
| 2021 | Grabby Award            | Najlepsza grupa                                           | A Tale of Two Cock Destroyers (2020)     | JJ Knight, Ty Mitchell i Joey Mills                                  | Wygrana   |
| 2021 | Grabby Award            | Najlepsza scena triolizmu                                 | Acrobatic Threesome (2020)               | Mason Lear i Tom Bentley                                             | Nominacja |
| 2021 | Fleshbot Awards         | Najlepsza osobowość w mediach społecznościowych           | –                                        | –                                                                    | Wygrana   |
| 2021 | Fleshbot Awards         | Model kamery roku                                         | –                                        | –                                                                    | Wygrana   |
| 2021 | Fleshbot Awards         | Nowicjusz roku przed kamerą                               | –                                        | –                                                                    | Wygrana   |
| 2021 | Fleshbot Awards         | Film gejowski roku                                        | Johnny Rapid: For the Fans Vol. 1 (2021) | Michael Boston, Aiden Asher, Jesse Bolton, Jax Thirio i Kyle Connors | Wygrana   |